# Lillyttern
Lillyttern är en sjö i Oskarshamns kommun i Småland och ingår i Viråns huvudavrinningsområde. Sjön har en area på 0,368 kvadratkilometer och ligger 49,1 meter över havet. Sjön avvattnas av vattendraget Virån.

## Delavrinningsområde
Lillyttern ingår i det delavrinningsområde (636524-153063) som SMHI kallar för Utloppet av Lillyttern. Medelhöjden är 59 meter över havet och ytan är 6,45 kvadratkilometer. Räknas de 20 avrinningsområdena uppströms in blir den ackumulerade arean 363,38 kvadratkilometer. Avrinningsområdets utflöde Virån mynnar i havet. Avrinningsområdet består mestadels av skog (89 procent). Avrinningsområdet har 0,44 kvadratkilometer vattenytor vilket ger det en sjöprocent på 6,8 procent.